# Nowa Wola (gmina Rusiec)
Nowa Wola – wieś w Polsce położona w województwie łódzkim, w powiecie bełchatowskim, w gminie Rusiec.
| SIMC    | Nazwa       | Rodzaj    |
| ------- | ----------- | --------- |
| 0711787 | Nosidła     | część wsi |
| 0711793 | Porąbki     | część wsi |
| 0711801 | Stanisławów | część wsi |

W latach 1975–1998 miejscowość należała administracyjnie do województwa sieradzkiego.